# End Of World
End of World è il primo album in studio dei Public Image Ltd dopo la morte della moglie del cantante John Lydon, Nora Forster, ed è stato promosso con il primo singolo Hawaii, un tributo a lei. La versione completa è stata rivelata l'11 aprile 2023, insieme al secondo singolo Penge. Anche Car Chase è uscito il 22 giugno. La band promuoverà anche l'album con un tour di concerti, che inizierà a settembre.
Al The Arts Desk, Graham Fuller ha valutato questo 4 stelle su 5, scrivendo che mantiene lo slancio degli ultimi due album della band. Tim Cooper di Louder Than War ha scritto che "i momenti migliori sono quelli musicalmente più avventurosi in questo album e si lamenta anche del fatto che c'è una sensazione faticosa e plumbea in gran parte della musica di queste 13 canzoni e un'atmosfera faticosa e plumbea nei testi di Lydon. preoccupazioni, che tendono al tipo vecchio-bianco-uomo: o lamentarsi, di solito dei mali del mondo moderno, dei giovani che lo abitano, la veglia; o semplicemente vacue e sciocche, e talvolta inopportune". David Murphy di musicOMH ha ottenuto End of World 3 stelle su 5, affermando che "Lydon suona per la maggior parte in modo incrinato, ma la musica è piuttosto poco coerente".

## Tracce
1. Penge – 3:04
2. End of the World – 5:26
3. Car Chase – 3:45
4. Being Stupid Again – 4:32
5. Walls – 3:20
6. Pretty Awful – 4:51
7. Strange – 3:32
8. Down On the Clow – 4:20
9. Dirty Murky Delight – 2:29
10. The Do That – 2:37
11. L F C F – 4:36
12. North West Passage – 4:39
13. Hawaii – 3:31